# Aria sulla quarta corda
L'Aria sulla quarta corda è l'arrangiamento di August Wilhelmj del secondo movimento della Suite orchestrale n. 3 in re maggiore, BWV 1068, di Johann Sebastian Bach.
L'arrangiamento differisce dall'originale in quanto la parte dei primi violini è trasposta verso il basso in modo che possa essere suonata interamente sulla corda più bassa del violino, cioè la corda sol, che corrisponde appunto alla quarta corda. È suonata da un singolo violino (anziché da tutto il gruppo dei primi violini).
Il brano è inoltre celebre per essere stato la sigla dei programmi televisivi di Piero Angela Quark e Superquark.

## Originale di Bach
La terza suite orchestrale in re maggiore di Bach, composta nella prima metà del XVIII secolo, ha un'aria come secondo movimento, che segue il suo movimento iniziale di ouverture francese. L'organico della suite è composto da tre trombe, timpani, due oboi, archi (due parti per violino e una parte per viola) e basso continuo. Nel secondo movimento della suite, però, suonano solo gli archi e il basso continuo. Questo è l'unico movimento della suite in cui tutti gli altri strumenti tacciono.
La musica dell'Aria è scritta su quattro pentagrammi, per violino I, violino II, viola e basso continuo. Le linee di melodia intrecciate degli archi nel registro acuto sono in contrasto con la spinta ritmica pronunciata nel basso.

## Arrangiamento di Wilhelmj
Alla fine del XIX secolo, il violinista August Wilhelmj arrangiò il secondo movimento della terza suite orchestrale di Bach per violino e un accompagnamento di archi, pianoforte o organo (armonium). Sulla partitura scrisse auf der G-Saite ("sulla corda sol"), la quarta corda appunto - sul rigo del violino solista, che diede all'arrangiamento il suo soprannome.
Nella versione di Wilhelmj il brano viene trasposto dalla sua tonalità originale (re maggiore) in do maggiore. Quindi la parte dei primi violini viene trasposta più in basso di un'ottava e affidata a un violino solista che può suonare l'intera melodia sulla sua corda più bassa, la corda sol. I segni dinamici aggiunti da Wilhelmj sono più in linea con un'interpretazione romantica che con l'originale barocco.
Poiché un violino non può suonare molto forte nel suo registro più basso, tutte le altre parti della musica di Bach sono state decisamente ridotte nella versione di Wilhelmj: la parte della tastiera deve essere suonata staccato e pianissimo, creando gli effetti di intrecci di melodie e di guida nella parte del basso per poi perdersi. I violini e le viole di accompagnamento suonano in sordina (con sordino) e la parte del basso per violoncelli e contrabbassi deve essere suonata pizzicato e sempre pianissimo, con lo stesso cambiamento di effetto rispetto all'originale di Bach.
Più tardi circolò una storia spuria secondo cui la melodia doveva sempre essere suonata solo sulla corda sol. La parte di violino solista degli arrangiamenti di Wilhelmj viene talvolta suonata sul violoncello piccolo.
Come risultato della popolarità del pezzo, sulla quarta corda rimase il nome di vari arrangiamenti indipendentemente dal fatto che fosse coinvolto o meno uno strumento a corda suonato sulla quarta corda. La maggior parte di queste versioni hanno in comune il fatto che la melodia originale dei primi violini è suonata nel registro basso di uno strumento solista, accompagnata da un abbassamento di volume del materiale delle altre parti del pezzo di Bach, anche se occasionalmente versioni che rimangono più in linea con l'originale di Bach possono avere lo stesso nome.